# Монумент боевой и трудовой славы (Шахты)
Монумент боевой и трудовой славы — монумент на площади Славы в городе Шахты Ростовской области.

## История
Монумент боевой и трудовой славы был сооружён в городе Шахты Ростовской области в ноябре 1967 года к 50-летию Октябрьской революции. В создании и финансировании комплекса принимали участие предприятия города. Свой вклад внесли коллективы трудящихся предприятия Антрацитовский рудоремонтный завод, шахты «Глубокая» и Шахтинской ГРЭС.
В состав комплекса сооружений Монумента боевой и трудовой славы входят: стела, доска с надписью «Тем, кто завоевывал, утверждал и защищал советскую власть» и шахтерская лампа. Стела и лампа были сделаны из нержавеющей стали на Антрацитовском рудоремонтном заводе (АРРЗ) в Луганской области. Стела установлена на постаменте и увенчана пятиконечной звездой, на ней сделана надпись: Герои Советского Союза: Шапкин Николай Васильевич, Пульный Василий Фёдорович, Татаркин Пётр Епсифович, Горовец, Александр Константинович, Федюнин Александр Кузьмич. Герой Социалистического Труда Андрианов Илья Петрович.  Первоначально на стеле была надпись: Слава Октябрю. Под стелой обустроена цветочная клумба.
По обе стороны восемнадцатиметровой стелы на постаменте был установлен горельеф протяженностью в 35 метров с изображениями трудовых подвигов шахтеров.
Перед стелой на площади по обе стороны от аллеи с цветами установлены скульптуры Героев Советского Союза: Шапкина Н. В., Пульного В. Ф., Татаркина П. Е., Горовцова Г. К. Художниками и скульпторами горельефа, а также скульптур Героев Советского Союза являлись: заслуженный работник культуры РСФСР Акользин Б. У., Ганьшин Л. И., Карагодин Н. А. и Демидович А. К. Работами по созданию мемориала выполнялись под руководством Артемовский РК КПСС и Исполкома Райсовета.
В день открытия монумента у его подножия была насыпана священная земля Мамаева кургана, Миус-фронта и с могилы Неизвестного солдата. Над памятником шефствуют: шахта «Глубокая», школы № 26 и № 37 города Шахты.